# ヴラジーミル・ネミロヴィチ＝ダンチェンコ
ヴラジーミル・イワーノヴィチ・ネミロヴィチ＝ダンチェンコ（ロシア語: Влади́мир Ива́нович Немиро́вич-Да́нченко, ラテン文字転写: Vladimir Ivanovich Nemirovich-Danchenko 、1858年12月23日（ユリウス暦12月11日）- 1943年4月25日）は、オズルゲティ出身のロシア、ソビエト連邦の演劇人。劇作家兼演劇指導者。国民演劇の正統派とみなされていた。

## 経歴
1858年、オズルゲティでウクライナ-アルメニア系の家系の家に生まれる。父はコーカサスへ赴任していたロシア帝国陸軍士官であった。
チフリスギムナジウムで学び、1876年に銀メダルを得て卒業した。そしてモスクワ大学物理・数学学部に入学し、その後法律学部に移ったが、1879年に大学を退学した。
1877年に劇評を雑誌『ブディリニク』(Budilnik、目覚まし時計の意)、『アルティスト』、『ストゥレコーザ』(Strekoza、トンボの意)に発表し始めた。
1881年には最初の戯曲『野ばら』(Shipovnik)を書き、翌年ミハイロフスキー劇場で上演された。同年には処女小説『郵便駅にて』を発表した。
1891年から1901年にかけてモスクワ音楽愛好協会付属学校で教鞭を取る。1894年、ネミロヴィチ＝ダンチェンコの『金銭』の公演の際、ロシア演劇史上初の衣装付き舞台稽古を行う。1896年「人生の価値」(マールイ劇場で定期的上演)　でグリボエードフ賞を受賞。しかしチェーホフのかもめが賞をとるべきと抵抗した。
1897年にモスクワ芸術座をスタニスラフスキーとともに創設した。両者の関係は、「文学的な拒否権はネミロヴィチ＝ダンチェンコに、芸術的な拒否権はスタニスラフスキーに属する」（スタニスラフスキー自伝）というものであった。1936年著書『過去から』（邦訳題『モスクワ藝術座の回想』）を上梓した。ゴーリキーに助言し『人生のどん底で』の題を『どん底На дне』の2語に短縮させた。

## 作品
- 『幸福者』
- 『夢のなかで』
  - CiNii：V. I. ネミロヴィチ＝ダンチェンコ著作